# Kaurma (Ninotsminda)
Kaurma (en georgiano: ყაურმა; en armenio: Ղաուրմա) es una aldea de Georgia ubicada en el sur de la región de Mesjetia-Yavajetia, siendo parte del municipio de Ninotsminda.  

## Geografía
Kaurma está situado en la meseta de Yavajetia, a orillas del río Paravani, a 5 km de Ninotsminda y a 10 km de Ajalkalaki. La aldea se administra desde el pueblo de Eshtia. 

## Historia
En 1595, una aldea con impuestos de 12.000 akche y una población de sólo 3 casas se menciona con el nombre de Kaurmek. También se sabe que después de la islamización forzada de la población, en 1705-1706, 7.000 akche pagaron impuestos desde Kaurma. 
En la década de 1880, el terrateniente del pueblo era Manuk Bayburdtsyants.

## Demografía
La evolución demográfica de Kaurma entre 1853 y 2014 fue la siguiente:
| 77                                              | 222 | 467 | 382 | 780 | 782 | 302 |
| (Fuente: Population of Georgia in Soviet times) |     |     |     |     |     |     |

Según los datos del censo de 2014, los armenios son el 99,7 % de la población local.

## Infraestructura

### Arquitectura, monumentos y lugares de interés
En el pueblo hay un puente de cinco arcos del siglo XII sobre el río Paravani, que todavía se usa. Según la historia, en el puente había una inscripción georgiana. En el pueblo también hay una iglesia que data de los años 30 del siglo XI, la iglesia de San Astvatsatsin. Sobre su puerta sur hay una piedra alargada con una inscripción lapidaria y también hay una inscripción en el muro oeste de la iglesia, debajo de la ventana. En las inscripciones se menciona al rey Jorge I de Georgia y a los patriarcas católicos Melquisedec I y Juan V Crisóstomo. Originalmente fue una iglesia griega, pero en la década de 1850 fue consagrada por el rito de la iglesia armenia.

### Educación
En el pueblo hay una escuela.